# Nouvelle-Église
Nouvelle-Église település Franciaországban, Pas-de-Calais megyében. Lakosainak száma 709 fő (2022. január 1.). Nouvelle-Église Oye-Plage, Audruicq, Nortkerque, Offekerque és Vieille-Église községekkel határos.

## Népesség
A település népességének változása:
| Lakosok száma | 556  | 621  | 657  | 679  | 688  | 704  | 710  | 709  | 709  |
|               | 2013 | 2015 | 2016 | 2017 | 2018 | 2019 | 2020 | 2021 | 2022 |